# دهستان بزکش
دهستان بزکش یکی از دهستان‌های استان آذربایجان شرقی است که در بخش مرکزی شهرستان اهر واقع شده‌است.